# Ocztos István
Ocztos István (Budapest, 1962. február 18. – 2023. október 19.) magyar festőművész, építész, látványtervező.

## Életpályája
1980–1986 között a Budapesti Műszaki és Gazdaságtudományi Egyetem Építészmérnöki Karán tanult. Első mestere édesapja, id. Ocztos István volt, akivel együtt dolgozott; ez meghatározó volt egész életében. 1981-től volt kiállító művész. 1982–1987 között a 2. műsor zenekar számára díszletterveket készített. 1990–1991 között Király Tamás divatbemutatóihoz készített díszletterveket. 1992–1993 között a Fríz televíziós iroda grafikai munkái végezte. 1993-ban a Magyar Televízió Gyermek- és Ifjúsági Osztályának készített grafikai terveket. 2003-ban a Merlin Színházban dolgozott díszlettervezőként.

### Munkássága
1982-ben a Szentendrei Szitanyomó Tábor résztvevője volt. 1987-ben a Szkéné Színházban Rókás László előadásához festett képet. 1988–1989 között a Petőfi Csarnokban a Sötét Zenék Háza plakáttervezője volt. 1991-ben látványtervet készített Tudatalagút címmel.

## Színházi munkái
- Auburn: Proof (2003)
- Auburn: Egy bizonyítás körvonalai (2003)

## Filmjei
- Fele királyságom (1988-1989)
- Neoszarvasbika (1992)
- Sade márki élete (1993)
- Túl az életen (1997)
- Harc az öböl felett (1998)
- Au Pair (1999)
- Egy tél az Isten háta mögött (1999)
- Vírusbosszú (2000)
- Kisvilma – Az utolsó napló (2000)
- A végső játszma (2001)
- Előre! (2002)
- Oroszlánbarlang (2003)
- A temetetlen halott (2004)
- Történetek az elveszett birodalomból (2005)
- A Pál utcai fiúk (2005)
- Szerafina (2007)
- Anyám és más futóbolondok a családból (2015)
- 6,9 a Richter-skálán (2016)

## Építészeti tervei
- 1987–1988: Fekete Lyuk, Budapest
- 1989: Kinizsi mozi, Budapest
- 1990: NA-NE Galéria, Budapest
- 1991: Toldi mozi előtere, Budapest

## Kiállításai

### Egyéni
- 1981-1982, 1988, 1990, 1996 Budapest
- 1982 Jászberény
- 1983 Szentendre

### Válogatott, csoportos
- 1982 Szentendre